# GASグランド劇場
『GASグランド劇場』（ガスグランドげきじょう）は、1962年1月7日から同年9月30日までNET（現・テレビ朝日）系列局が編成していたNETテレビ製作の単発テレビドラマ枠である。日本ガス協会の一社提供。

## 編成時間
いずれも日本標準時。
- 日曜 20:00 - 21:00 （1962年1月7日 - 1962年7月29日）
- 日曜 20:45 - 21:45 （1962年8月5日 - 1962年9月30日）

## 放送作品一覧
1. 鶯の宿（1月7日）
2. 契約結婚（1月14日）
3. 不敵な奴ばら（1月21日）
4. 春のわくら葉（1月28日）
5. 舞妓の墓（2月4日）
6. 殺し屋が町にやって来る（2月11日）
7. 破れ太鼓（2月18日）
8. のれんの影（2月25日）
9. 風花（3月4日）
10. 春の炎（3月11日）
11. 本多忠勝の女（3月18日）
12. 初恋（3月25日）
13. 鬼課長（4月1日）
14. 野の仏（4月8日）
15. 旅路（4月15日）
16. 夢見る沼（4月22日）
17. ガリばあ先生と女子大生（4月29日）
18. 佐々美万助の死（5月6日）
19. 早春（5月13日）
20. 更紗夫人（5月20日）
21. マネージャー（5月27日）
22. むかしの恋人（6月3日）
23. イベット・ジロー・リサイタル（6月10日）
24. ボデイ・ガード（6月17日）
25. 陸橋（6月24日）
26. 俺は愛国者（7月1日）
27. ￥720の距離（7月8日）
28. 女優の座（7月15日）
29. 孤影（7月22日）
30. 折れた牙（7月29日）
31. 男はいらない（8月5日）
32. 詐欺師とマダムと野郎ども（8月12日）
33. ガード下（8月19日）
34. ロビーの女（8月26日）
35. 蚊柱（9月2日）
36. ある断層（9月9日）
37. 命あるかぎり（9月16日）
38. ラブキャッチャー物語（9月23日）
39. 妻は知っていた（9月30日）